# 高橋信
高橋信（1月16日—），日本男性配音員。出身於神奈川縣。O型血。

## 人物簡介
Atomic Monkey所屬，東京動畫學院專門學校畢業。興趣和特長為作巴西體操、唱卡拉OK、獨自旅行。

## 演出作品
※粗體字表示說明飾演的主要角色。

### 電視動畫
2012年
- 來自新世界（化鼠）
- 刀劍神域（風精靈隊）

2014年
- 狼少女與黑王子（男性朋友）
- 修業魔女璐璐萌（柴木耕太[3]）
- 魔彈之王與戰姬（騎士、家臣、士兵）

2015年
- 絕命制裁X（蜂須賀康臣）
- 小長門有希的消失（網球社社員A）

2016年
- OZMAFIA!!（日语：OZMAFIA!!）（由迪[4]）
- 在下坂本，有何貴幹？（男學生）
- 我太受歡迎了，該怎麼辦？（他校生）

2017年
- 覆面系NOISE（男學生3、男性3）
- 猜謎王（樋口）

2018年
- 龍王的工作！（觀眾D）
- 卡利古拉 -Caligula-（遠山進、跟班A、男學生、記者）
- 錢進球場（小森、年輕選手）
- 高分少女（男子A）
- 哥布林殺手（哥布林）

2019年
- 盾之勇者成名錄（北村元康[5]）
- 消滅都市（幸太[6]）
- 胡蝶綺 ～少年信長～（佐佐成政[7]）
- 在地下城尋求邂逅是否搞錯了什麼II（傳令）
- 索斯機械獸WILD ZERO（2019～2020，步兵C、士兵、發掘兵、市民）
- 少女前線 -療癒篇-（電池組）
- Fate/Grand Order -絕對魔獸戰線巴比倫尼亞-（烏魯克士兵）

2020年
- 少女前線 -狂亂篇-（男人、男性指揮官）
- 卡片鬥爭!! 先導者（操作員A）
- 社長，戰鬥的時間到了！（情侶、部下魔獸、戰士）
- 籃球少年王（觀眾）
- 科學超電磁砲T（男）

2022年
- 名偵探柯南（從業員、鑑識員）
- 盾之勇者成名錄 Season 2（北村元康）

2023年
- 為了養老，我要在異世界存8萬枚金幣（村民、無賴）
- 屍體如山的死亡遊戲（士兵）
- 哆啦A夢（青年、小混混A）
- 鄰人似銀河（島民）
- 破滅的王國（近衛兵、看守、帝國兵）
- 盾之勇者成名錄 Season 3（北村元康[8]）

2025年
- 盾之勇者成名錄 Season 4（北村元康[9]）

### OVA
2023年
- 偶像大師 灰姑娘女孩 U149（殭屍、長椅上的男性）※Blu-ray第4卷收錄

### 遊戲
2013年
- OZMAFIA!!（日语：OZMAFIA!!）（由迪）
- 劍為君舞（日语：剣が君）

2014年
- 刀劍神域 -虛空斷章-
- 消滅都市（幸太）

2016年
- 一血卍傑 -ONLINE-（壯漢[10]）
- 消滅都市2（幸太）

2021年
- 聖騎士之戰 -奮戰-（哈毘・卡歐斯）

2022年
- 怪物彈珠（札特瓜[11]）

### 電視廣告
- 萬代南夢宮娛樂（公司企業名稱宣傳）

### 廣播
- VOMIC （池田）
- VOMIC （不良）
- 槍之勇者重生錄（北村元康）[注 1]

### 舞台
- 魔界轉生（家臣2段）

## 腳註

## 外部連結
- Atomic Monkey公式官網的聲優簡介 （页面存档备份，存于） （日語）
- 高橋信的X（前Twitter）